# Deadline 25/5
Deadline 25/5 is een fictiereeks van VTM en Antwerpse regionale zender ATV. De serie vormt het vervolg op Deadline 14/10, uitgezonden in 2012.
Deze reeks werd voor het eerst aangekondigd op 22 april 2013, aan de hand van een teaser die werd uitgezonden op VTM en ATV. In een eerste persbericht werd verklaard dat hoofdrolspelers Charlotte Vandermeersch, Koen De Graeve en Peter Van den Begin uit Deadline 14/10 opnieuw zullen meedraaien en dat deze serie net als haar voorganger zal worden uitgezonden tijdens de verkiezingsperiode, ditmaal de Vlaamse verkiezingen van 2014. In een latere oplijsting van de terugkerende hoofdcast wordt Koen De Graeve niet vermeld en bleek dat zijn rol is geschrapt.
Ten opzichte van voorganger Deadline 14/10 draaide Deadline 25/5 uit op een flop, aangezien per aflevering maar half zoveel kijkers werden bereikt. Een mogelijke verklaring daarvoor is dat de afleveringen van Deadline 25/5 op donderdag in de late avond werden uitgezonden, terwijl Deadline 14/10 op zondag in volle prime-time stond geprogrammeerd.

## Verhaal
De draad wordt opnieuw opgepikt bij Marianne Smidt (Charlotte Vandermeersch) die op het einde van vorige reeks besliste om te kappen als journaliste bij Gazet Van Antwerpen. Ze werkt nu parttime in een boekhandel, en verder is ze vooral mama.
Haar zoon zit in het zesde leerjaar. Door renovaties aan het schoolgebouw moeten de leerlingen in een oud klaslokaal zitten. De staat van het klaslokaal blijkt niet zo goed, want op een dag overkomt hem een ernstig ongeluk. Er treedt een CO-vergiftiging op in de school van haar zoon. Marianne krijgt vermoedens dat het om meer dan zomaar een ongeval gaat, en meent zelfs dat er een politieke link te leggen valt met het ongeluk.

## Rolverdeling
- Charlotte Vandermeersch - Marianne Smidt
- Peter Van den Begin - Bert Coenen
- Francis Connelly - Seppe Roels
- Ruth Becquart - Inge Libert
- Koen De Bouw - Willem Vermaelen
- Viv Van Dingenen - Veerle Goddaert
- Dirk Van Dijck - Lex Segers
- Marc Lauwrys - Theo De Waard
- Greg Timmermans - Vic Degraeve
- Michael Pas - Hoofdcommissaris Erwin Bulthé
- Gert Winckelmans - Johan De Keersmaeker
- Inge Paulussen - Sandra Verdonck
- Nele Bauwens - Gaby Beckx
- Warre Borgmans - Lieven Koninckx
- Ann Ceurvels - Danielle Paulussen
- Joke De Bruyn - Julie De Wolf
- Michael De Cock - Evert Bosteels
- Bob De Moor - Reginald Smidt
- Johan De Paepe - Stefan Van Den Berghe
- Jurgen Delnaet - Tom Decoster
- Jos Dom - Carl Ruiters
- Pieter Genard - Wim Denuwelare
- Patricia Goemaere - Huisdokter Dupont
- Carry Goossens - Patrick Van Gestel
- Bieke Ilegems - Nadine Bouwkens
- Tania Kloek - Patsy
- Rania Gaaloul - Thalia
- Maarten Mertens - Steven Wolfs
- Simone Milsdochter - Christina Hendrickx
- Iwein Segers -  Jean Dewit
- Pooja Soens - Nitisha Sethia
- Peter Thyssen - Ben Delrue
- Kristof Verhassel - Nico Depuydt
- Greet Verstraete - June Merckx
- Hilde De Baerdemaeker - Karen Reyns
- Arend Pinoy - Frederik Roels

## Afleveringen
Deadline 25/5 haalt beduidend minder kijkers dan de voorganger Deadline 14/10. Met uitgesteld kijken erbij geteld haalde de reeks gemiddeld 600.000 kijkers.
| Nr | Eerste uitzending VTM | Regie             | Scenario                                                     | LIVE-Kijkcijfer VTM   |
| -- | --------------------- | ----------------- | ------------------------------------------------------------ | --------------------- |
| 1  | 3 april 2014          | Maarten Moerkerke | Rudy Morren Dirk Nielandt Nicholas Roelandts Geert Bouckaert | 531.600 (MA 23,70%)   |
| 2  | 10 april 2014         | Maarten Moerkerke | Rudy Morren Dirk Nielandt Nicholas Roelandts Geert Bouckaert | 481.837 (MA 23,30%)   |
| 3  | 17 april 2014         | Maarten Moerkerke | Rudy Morren Dirk Nielandt Nicholas Roelandts Geert Bouckaert | Onbekend              |
| 4  | 24 april 2014         | Maarten Moerkerke | Rudy Morren Dirk Nielandt Nicholas Roelandts Geert Bouckaert | 392.431 (MA 19,06%)   |
| 5  | 1 mei 2014            | Maarten Moerkerke | Rudy Morren Dirk Nielandt Nicholas Roelandts Geert Bouckaert | 446.749 (MA 20,86%)   |
| 6  | 8 mei 2014            | Maarten Moerkerke | Rudy Morren Dirk Nielandt Nicholas Roelandts Geert Bouckaert | 402.413 (MA onbekend) |
| 7  | 15 mei 2014           | Maarten Moerkerke | Rudy Morren Dirk Nielandt Nicholas Roelandts Geert Bouckaert | 478.590 (MA 23,56%)   |
| 8  | 22 mei 2014           | Maarten Moerkerke | Rudy Morren Dirk Nielandt Nicholas Roelandts Geert Bouckaert | 412.394 (MA 20,45%)   |